# Nuốc đầu đỏ

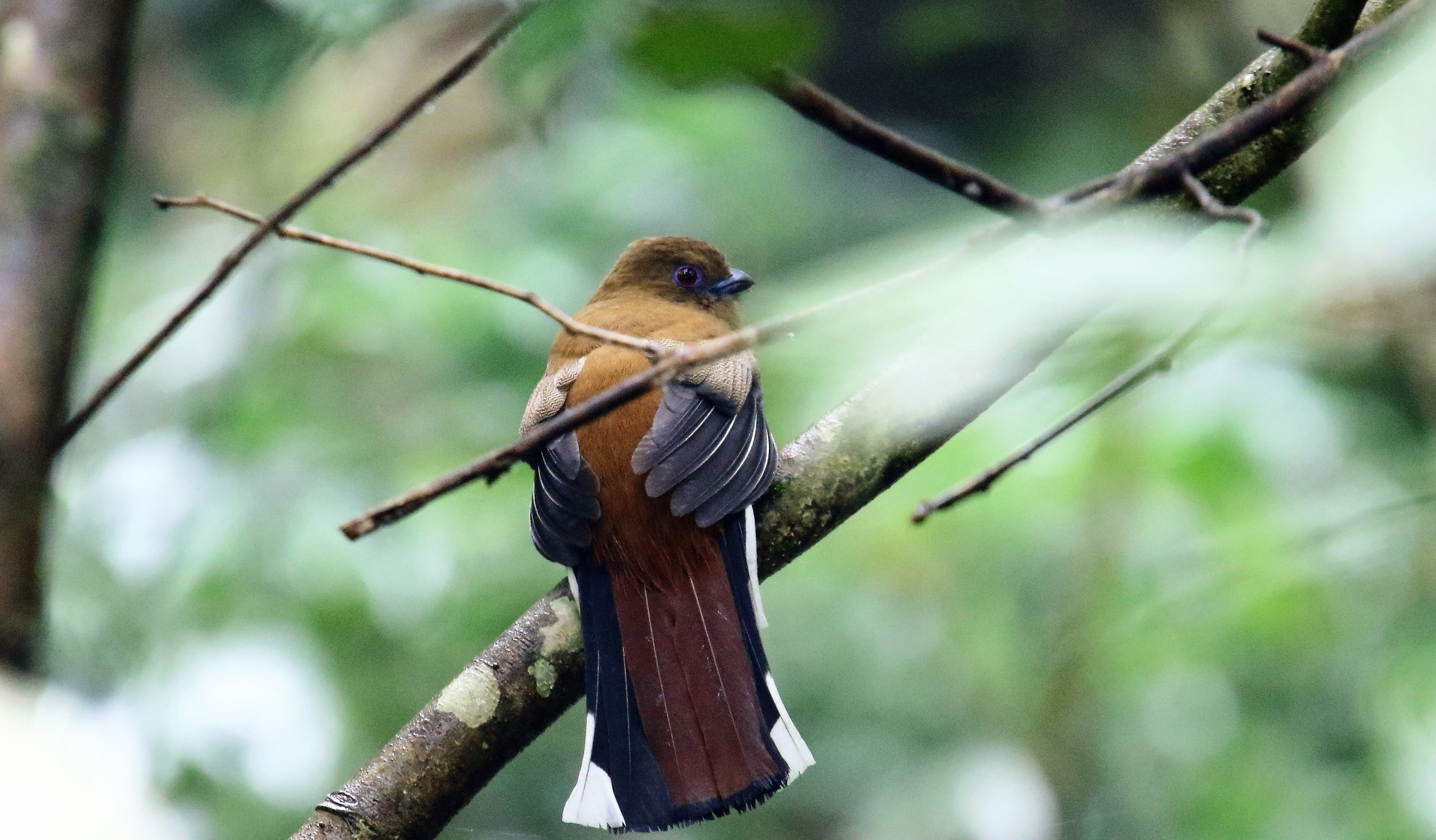
Nuốc bụng đỏ (Đầu đỏ) chim mái

Harpactes erythrocephalus là một loài chim trong họ Trogonidae.
Loài này sinh sống ở Bangladesh, Buhtan, Nepal, Ấn Độ, Trung Quốc, Đông Nam Á.